# Ettore e Andromaca
Ettore e Andromaca  è un dipinto a olio su tela di Giorgio de Chirico, conservato presso il Politecnico di Milano.

## Descrizione
Il quadro raffigura il passo dell'Iliade in cui Ettore saluta la moglie Andromaca prima di uscire dalle mura della città di Troia per affrontare Achille, irato per l'uccisione di Patroclo proprio per mano di Ettore. L'eroe troiano ostenta infatti un orgoglioso coraggio, anche davanti a quella che sarebbe una morte certa, mentre Andromaca tenta in tutti i modi di far rimanere lo sposo. De Chirico mostra allo spettatore proprio l'ultimo incontro tra Ettore e Andromaca. La mancata rappresentazione delle braccia vuole significare l'impossibilità di Andromaca di trattenere con sé l'amato, dovendosi ella arrendere ad un destino già segnato, la morte di Ettore da parte di Achille.